# Eotetranychus nanningensis
Eotetranychus nanningensis är en spindeldjursart som beskrevs av Ma och Wang 1981. Eotetranychus nanningensis ingår i släktet Eotetranychus och familjen Tetranychidae. Inga underarter finns listade i Catalogue of Life.